# Sigogglinita
La sigogglinita és un mineral de la classe dels sulfats.

## Característiques
La sigogglinita és un sulfat de fórmula química [Pb₆Zn(OH)₈](SO₄)₃·3H₂O. Va ser aprovada com a espècie vàlida per l'Associació Mineralògica Internacional en el mes de febrer de l'any 2025, i encara resta pendent de publicació. Cristal·litza en el sistema monoclínic.
L'exemplar que va servir per a determinar l'espècie, el que es coneix com a material tipus, es troba conservat a les col·leccions mineralògiques del Museu d'Història Natural del Comtat de Los Angeles, a Los Angeles (Califòrnia) amb el número de catàleg: 76449.

## Formació i jaciments
Va ser descoberta a la mina Redmond, a Waterville Lake, dins el comtat de Haywood (Carolina del Nord, Estats Units). Aquesta mina estatunidenca és l'únic indret de tot el planeta on ha estat descrita aquesta espècie mineral.